# Agrotis inspinosa
Agrotis inspinosa là một loài bướm đêm trong họ Noctuidae.